# 궐내각사

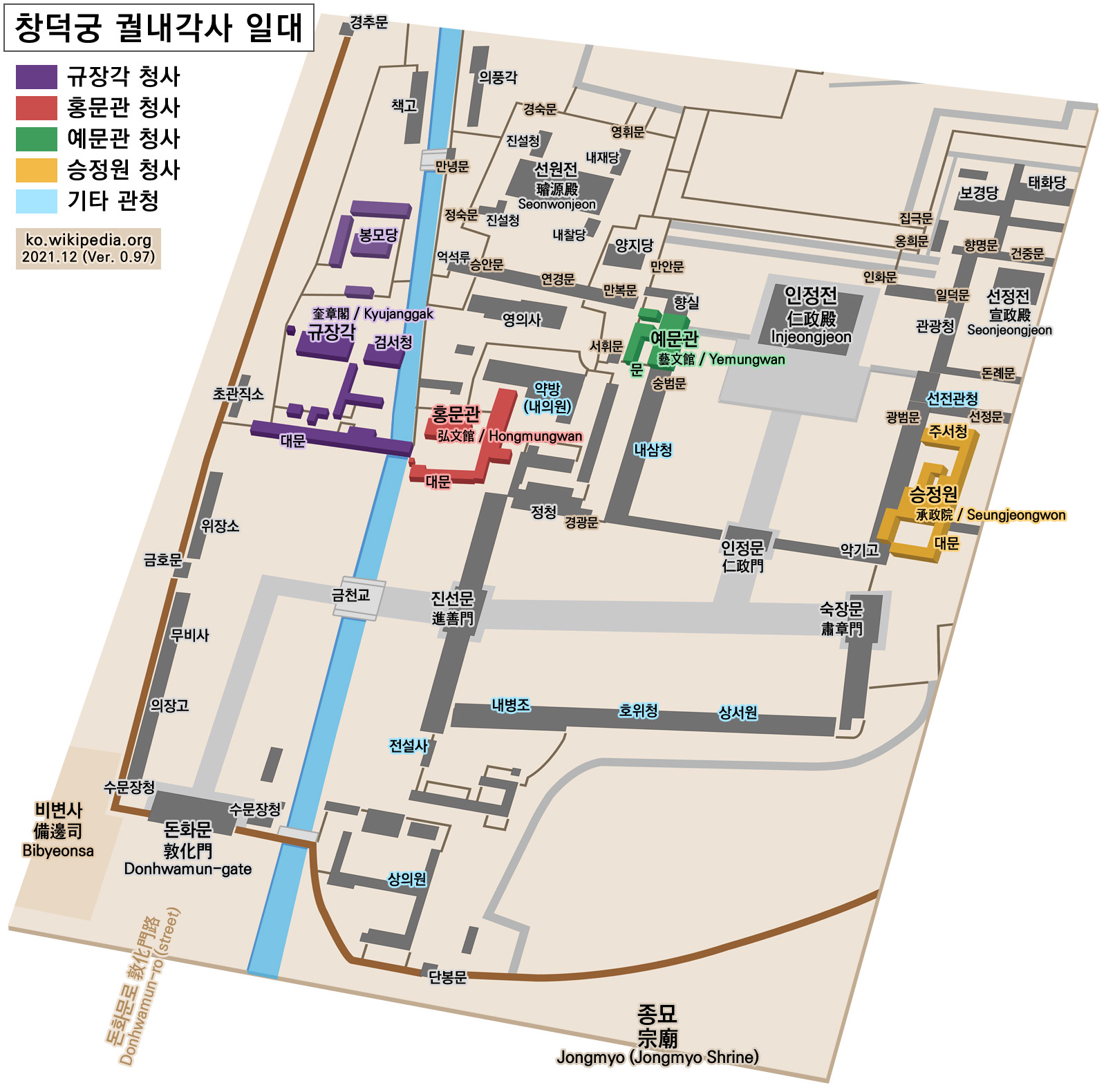
창덕궁 궐내각사 (1850년대)

궐내각사(闕內各司)는 궁궐 내의 설치된 여러 관청을 뜻한다.
조선왕조의 중앙 관청은 궁궐 안에 설치된 궐내각사와 궁궐 밖에 설치된 궐외각사(闕內各司)로 크게 구분된다. 궐내각사는 국왕 보좌 또는 왕실 업무와 직접 관계된 관청으로 승정원, 규장각, 홍문관, 예문관, 선전관청, 오위도총부, 세자시강원, 세자익위사, 내의원 등이 대표적이며, 궐외각사는 의정부, 육조, 충훈부, 의금부, 사헌부, 사간원, 사역원 등의 일반 관청이다.
각 궁궐의 궐내각사 영역은 아래와 같다.
- 경복궁(景福宮) : 근정전 서쪽 (승정원, 규장각, 홍문관, 예문관 등 위치)
- 창덕궁(昌德宮) : 인정전 서쪽 및 동쪽 (서쪽에 규장각, 홍문관, 예문관 위치, 동쪽에 승정원 사옹원 등 위치)
- 경희궁(慶熙宮) : 숭정문 서쪽 및 남쪽 (서쪽에 규장각, 예문관 위치, 남쪽에 홍문관, 승정원 등 위치)

## 같이 보기
- 경복궁
- 창덕궁
- 경희궁